# عبد القادر الجربي
عبد القادر الجربي مخرج سينمائي تونسي. له العديد من الأفلام أبرزها فيلمه شوفلي حل.

## أعماله

### أفلامه
- 2008 : شوفلي حل (سهرة تلفزيونية)، نص حاتم بلحاج

### المسلسلات
- 1986 : ابنتكم روضة، نص الحبيب حرار
- 1986 : خاطيني، نص الشاذلي بن يونس وعبد القادر الجربي ومنجي العوني ونور الدين بن عياد
- 1990 : حكم الأيام بمشاركة فرج سلامة وهشام العكرمي، نص صلاح الدين شلبي
- 1992 : الدوار، نص عبد القادر الجربي وحسين المحنوش
- 1993 : العاصفة، نص أحمد عامر التونسي وعبد القادر الجربي
- 1995 : الحصاد بمشاركة المنصف البلدي وعبد الحكيم العليمي
- 1998 : سلوكيات بمشاركة بوبكر العش ونص بلقاسم ثابت
- 2000 : يازهرة في خيالي، نص مصطفى العدواني وآدم فتحي ورضا القحام
- 2001 : ملا أنا بمشاركة هشام العكرمي ونص سهام البنزرتي
- 2003 : دروب المواجهة، نص عبد القادر بن الحاج نصر
- 2005 : مال وآمال، نص عبد الحكيم العليمي
- 2006 : نواصي وعتب، نص علالة نوارية
- 2009 : شوفلي حل (الجزء 6) بمشاركة حسن الغضبان ونص حاتم بلحاج[2]
- 2010 : من أيام مليحة، نص عبد القادر بن الحاج نصر
- 2014 : الزميل بمشاركة صادق الهلالي ونص كمال المولهي والأمين النهدي
- 2016 : ديما أصحاب بمشاركة صادق الهلالي ونص جمال شمس الدين
- زعمة (سيتكوم)، نص نور الدين بن عياد ومنجي العوني وعبد القادر الجربي

## مواضيع ذات صلة
- قائمة المسلسلات التلفزيونية التونسية

## روابط خارجية
- عبد القادر الجربي على موقع IMDb (الإنجليزية)
- عبد القادر الجربي على موقع قاعدة بيانات الأفلام العربية